# Mary Banotti
Mary Banotti (n. 29 mai 1939, Dublin, Irlanda – d. 10 mai 2024, Dublin, Irlanda) a fost o politiciană irlandeză, membru al Parlamentului European în perioada 1999-2004 din partea Irlandei. A deținut poziția de mediator al Parlamentului European pentru răpirile internaționale de copii de către unul dintre părinți.